# Grauèria
La grauèria (Graueria vittata) és una espècie d'ocell de la família dels acrocefàlids (Acrocephalidae) i única espècie del gènere Graueria Hartert, 1908.

## Hàbitat i distribució
Viu als boscos de les muntanyes de l'est de República Democràtica del Congo, República del Congo i Burundi..

## Taxonomia
Durant molt de temps ha estat considerat una espècie de difícil classificació, figurant com a "incertae sedis" o ubicat a diferents famílies, com ara els macrosfènids. Actualment és classificat a la família dels acrocefàlids, arran els treballs d'Oliveros et al. ,2019